# グリゴリー・ドロスト
グリゴリー・ドロスト（Grigory Drozd、1979年8月26日 - ）は、ロシアのプロボクサー、元空手家、元ムエタイ選手。ケメロヴォ州プロコピエフスク出身。元WBC世界クルーザー級王者。

## 来歴
鉱山労働者の一家に生まれる。12歳の時にたまたま見た新聞広告で空手をはじめて、ムエタイも平行してはじめた。
15歳の時にライトコンタクト制空手のユースロシアチャンピオンになり、アジア選手権で3位になる。1995年にムエタイデビュー戦となったCSIトーナメントで優勝。17歳のときにムエタイ世界選手権で3位に入賞した。
その後、ムエタイヨーロッパ選手権で2度優勝し、2001年にムエタイ世界選手権で優勝を果たす。
その後、アマチュアボクシングで3戦した後、プロボクシングへ転向した。
2001年4月13日、プロデビュー戦を行い、6回3-0の判定勝ちを収めた。
2002年8月25日、ウラル&シベリアクルーザー級王座決定戦をテイムラズ・ケケリデゼと対戦し、3-0の判定勝ちを収め王座獲得に成功した。
2003年8月31日、ヤン・クルコブとロシアクルーザー級王座決定戦を行い5回TKO勝ちを収め王座獲得に成功した。
2004年3月30日、アメリカのカリフォルニア州でサウル・モントラとIBOインターコンチネンタルクルーザー級王座決定戦を行い、9回2分2秒TKO勝ちを収め王座獲得に成功した。
2006年7月29日、ドイツのオーバーハウゼンでマウロ・アドリアン・オルディアレスとWBCインターナショナルクルーザー級王座決定戦を行い、3回2分15秒TKO勝ちを収め王座獲得に成功した。
2006年10月28日、ドイツのシュトゥットガルトでフィラット・アルスランとWBA世界クルーザー級挑戦者決定戦を行い、プロ初黒星となる5回2分28秒TKO負けを喫しヴァージル・ヒルへの挑戦権獲得に失敗した。
2007年7月28日、ドイツのデュッセルドルフでジャン・クラウド・ビコイとWBOアジア太平洋クルーザー級王座決定戦を行い、3-0(3者とも120-106)の判定勝ちを収め王座獲得に成功した。
2007年11月17日、ドイツのマクデブルクでラウデリオ・ホセ・バロースと対戦し、8回2分22秒KO勝ちでWBOアジア太平洋王座初防衛に成功した。
2008年12月6日、ニジニ・ノヴゴロドでロブ・キャロウェイと空位のPABAクルーザー級王座、ABCOクルーザー級王座並びにWBOアジア太平洋クルーザー級王座を懸け対戦し、キャロウェイから初回に1度、2回に1度、3回に2度、4回に1度、5回に1度、6回に1度、7回に1度の合計8度のダウンを奪うなど優勢に試合を運び、7回1分25秒TKO勝ちを収めPABA王座獲得、ABCO王座獲得、WBOアジア太平洋王座返り咲きに成功した。
2009年7月2日、モスクワでダーネル・ウィルソンと対戦し、ウィルソンの10回終了時棄権によりPABA王座とWBOアジア太平洋王座の初防衛に成功した。
2012年12月17日、ジャン・マルク・モンロスとWBAインターナショナルクルーザー級王座決定戦を行い、12回3-0(120-106、2者が119-107)の判定勝ちを収め王座獲得に成功した。
2013年10月5日、モスクワのオリンピック・スタジアムでEBUヨーロッパクルーザー級王者マテウシュ・マステルナクに挑戦。11回53秒TKO勝ちで王座獲得に成功した。
2014年3月15日、モスクワでジェレミー・オウアンナと対戦し、初回2分40秒KO勝ちで初防衛に成功した。
2014年9月27日、モスクワのダイナモ・スポーツ・パレスでWBC世界クルーザー級王者クシシュトフ・ヴウォダルチクと対戦し、12回3-0（118-109、2者が119-108）の判定勝ちを収め王座獲得に成功した。
2014年10月9日、WBCはドロストを2014年10月度の月間優秀選手に選出された。
2015年5月22日、モスクワで元WBC世界クルーザー級王者でWBC世界クルーザー級5位のクシシュトフ・ヴウォダルチクとダイレクトリマッチで対戦予定だったが、ヴウォダルチクが感染症にかかり試合の約1週間前に欠場が決まった。そのため、代わりにWBC世界クルーザー級19位のウカシュ・ヤニクと試合を行い、9回50秒TKO勝ちを収め初防衛に成功した。
2015年8月13日、同月11月4日にロシアでイルンガ・マカブと対戦予定だったが、ドロストがトレーニング中に負傷したため延期となった。
2016年3月11日、同年4月8日にモスクワのルジニキ・パレス・オブ・スポーツで延期になっていたWBC世界クルーザー1位のイルンガ・マカブと対戦し2度目の防衛を目指す予定だったが、ドロストが練習中に手を負傷したため中止になった。
2016年3月16日、WBCはドロストが上記の指名試合が行えないことを理由に休養王座に認定した。
2017年4月10日、WBCは最新ランキングを発表し、2017年4月度のWBC世界クルーザー級ランキングから除外した。
2018年1月9日、負傷部位の回復の見込みがないことを理由に現役引退を表明した。

## 獲得タイトル
- ウラル&シベリアクルーザー級王座
- ロシアクルーザー級王座
- IBOインターコンチネンタルクルーザー級王座
- WBCインターナショナルクルーザー級王座
- WBOアジア太平洋クルーザー級王座（防衛1=返上）
- PABAクルーザー級王座
- WBOアジア太平洋クルーザー級王座（2期目：防衛1=返上）
- ABCOクルーザー級王座
- WBAインターナショナルクルーザー級王座
- 第22代WBC世界クルーザー級王座（防衛1=休養王座に認定）
- WBC世界クルーザー級休養王座（防衛0=剥奪）